# Kurt Neubert (Kameramann)
Kurt Neubert (* 3. April 1900 in Dresden; † 7. Februar 1970 in Gröbenzell) war ein deutscher Kameramann.

## Leben und Wirken
Neubert, zunächst Schmiedegeselle, ließ sich zum Fotografen ausbilden und spezialisierte sich auf dokumentarische Aufnahmen. Anfang Juni 1924 übersiedelte er nach Freiburg im Breisgau, wo er bei der Berg- und Sport-Film G.mb.H. des Bergfilm-Regisseurs Arnold Fanck als Kameramann ausgebildet wurde. Er zählte in der Folge zur Freiburger Schule.
Er gab sein Debüt als einer von mehreren Kameraleuten bei Wilhelm Pragers Dokumentarspielfilm Wege zu Kraft und Schönheit und war 1925/26 Kameraassistent bei dem Bergfilm Der heilige Berg von Arnold Fanck. Neubert, Spezialist für spektakuläre Schnee-, Lawinen-, Kletter-, Skilauf- und Flugszenen, blieb auch in der Folge bei größeren Produktionen meist namhafteren Kollegen wie Franz Planer, Richard Angst und Willy Winterstein untergeordnet. Als Dokumentarfilmer bereiste er verschiedene Länder. Er gehörte zu den Kamerateams der Olympiade-Dokumentationen Jugend der Welt und Olympia.
Den Zweiten Weltkrieg war Neubert zum Kriegsdienst eingezogen. Danach drehte er 1952 noch zwei Spielfilme, denen einige Dokumentarfilme folgten.

## Filmografie
| - 1925: Wege zu Kraft und Schönheit (Dokumentarfilm) - 1926: Segelfahrt ins Wunderland (Dokumentarfilm) - 1927: Der große Sprung - 1929: Silberkondor über Feuerland (Dokumentarfilm) - 1930: Les chevaliers de la montagne - 1930: Der Sohn der weißen Berge - 1931: Fahrt ins Land der Wunder und Wolken (Dokumentarfilm) - 1931: Pinguine und Robben (Dokumentarfilm) - 1931: Der weiße Rausch – neue Wunder des Schneeschuhs - 1932: Ikarus. Gunther Plüschows Fliegerschicksal (Dokumentarfilm) - 1933: Das Lied der Schwarzen Berge - 1933: Das Meer ruft - 1933: Die Tochter des Regiments - 1934: Der ewige Traum - 1934: Badinga, der König der Gorillas (unvollendet) - 1935: Rêve éternel (franz. Vers. von Der ewige Traum) - 1935: Tag der Freiheit! – Unsere Wehrmacht - 1935: Vergiß mein nicht | - 1936: Hans im Glück - 1936: Jugend der Welt - 1936: Dusty Ermine - 1936: Das Haus der armen Seelen - 1936/38: Olympia (2 Teile) - 1937: Kapriolen - 1937: Florentine - 1938: Alm im Karwendel - 1938: Eine Frau kommt in die Tropen - 1939: Sommer, Sonne, Erika - 1939: Alpenkorps im Angriff (Dokumentarkurzfilm) - 1940: Tip auf Amalia - 1952: Tausend rote Rosen blühn - 1952: Karneval in Weiß - 1954: Verbreitung von Samen (Dokumentarkurzfilm) - 1955: Im Reiche der Libellen (Dokumentarkurzfilm) - 1958: Herrscher des Urwalds (Les seigneurs de la forêt) (Dokumentarfilm) - 1968: Wonderen van het Afrikaanse woud (Dokumentarfilm) |